# Buddy Hackett
Leonard Hacker (Brooklyn, 31. kolovoza, 1924. – Malibu, Kalifornija, 30. lipnja 2003.), američki je glumac komičar.

## Vanjske poveznice
- Buddy Hackett na IMDB-u